# Sphenomorphus simus
Espèce
Synonymes
- Lygosoma sima Sauvage, 1879
- Lygosoma totocarinatum Vogt, 1932
- Sphenomorphus totocarinatus (Vogt, 1932)
- Lygosoma variegatus stickeli Loveridge, 1948
- Sphenomorphus stickeli (Loveridge, 1948)
- Sphenomorphus melanopleurus Inger, 1958

Sphenomorphus simus est une espèce de sauriens de la famille des Scincidae.

## Répartition
Cette espèce se rencontre :
- dans les îles Yapen en Indonésie ;
- sur l'île de Misool dans les îles Raja Ampat en Indonésie ;
- sur l'île de Numfor dans les îles Schouten en Indonésie ;
- en Nouvelle-Guinée occidentale ;
- en Papouasie-Nouvelle-Guinée.

## Publication originale
- Sauvage, 1879 : Notice sur quelques reptiles nouveaux ou peu connus de la Nouvelle-Guinée. Bulletin de la Société philomathique de Paris, sér. 7, vol. 3, p. 47-61 (texte intégral).